# Кніповичія
Кніповичія (Knipowitschia) — рід риб з родини Бичкових. Названий на честь зоолога і гідробіолога Миколи Кніповича.

## Види
Містить 17 видів:
- Knipowitschia byblisia
- Knipowitschia cameliae — Кніповичія дунайська
- Knipowitschia caucasica — Кніповичія кавказька
- Knipowitschia croatica
- Knipowitschia caunosi
- Knipowitschia ephesi
- Knipowitschia goerneri
- Knipowitschia iljini
- Knipowitschia longecaudata — Бичок-хвостач, або Кніповичія довгохвоста
- Knipowitschia mermere
- Knipowitschia milleri
- Knipowitschia montenegrina
- Knipowitschia mrakovcici
- Knipowitschia panizzae
- Knipowitschia punctatissima
- Knipowitschia radovici
- Knipowitschia thessala